# سالاور
سالاور (به فرانسوی: Salavre) یک کمون در فرانسه است که در Canton of Coligny واقع شده‌است.

## خصوصیات
سالاور ۷٫۷۷ کیلومترمربع مساحت و ۲۸۲ نفر جمعیت دارد و ۳۱۸ متر بالاتر از سطح دریا واقع شده‌است.